# Lijst van voetbalinterlands Angola - Ghana (vrouwen)
Deze lijst van voetbalinterlands is een overzicht van alle officiële voetbalinterlands tussen de nationale vrouwenteams van Angola en Ghana. De landen hebben tot nu toe twee keer tegen elkaar gespeeld. 

## Wedstrijden
| № | Plaats  | Datum            | Competitie                          | Wedstrijd      | Uitslag |
| - | ------- | ---------------- | ----------------------------------- | -------------- | ------- |
| 1 | Luanda  | 17 februari 2007 | Olympische Spelen 2008 kwalificatie | Angola − Ghana | 1 − 2   |
| 2 | Sunyani | 11 maart 2007    | Olympische Spelen 2008 kwalificatie | Ghana − Angola | 2 − 0   |

## Samenvatting
| Competitie                     | Totaal gespeeld | Winst Angola | Gelijk | Winst Ghana | Doelsaldo Angola – Ghana |
| ------------------------------ | --------------- | ------------ | ------ | ----------- | ------------------------ |
| Olympische Spelen kwalificatie | 2               | 0            | 0      | 2           | 1 − 4                    |
| Totaal                         | 2               | 0            | 0      | 2           | 1 − 4                    |